# Tom Hilde
Tom Hilde, norveški smučarski skakalec, * 22. september 1987, Bærum. 
Na mladinskem svetovnem prvenstvu leta 2005 je osvojil 21. mesto, zato ni obetal veliko. Po nekaj solidnih dosežkih v kontinentalnem pokalu je prvič nastopil na tekmi v Lillehamerju v sezoni 2005/06 in že takoj osvojil 19. mesto. Od Novoletne turneje v sezoni 2006/07 je dobil stalno mesto v norveški A-ekipi. Nato so šli njegovi dosežki v svetovnem pokal šli samo navzgor. Prvi vidnejši uspeh je dosegel s 4. mestom na tekmi v  poljskih Zakopanih, na tekmi, ki je potekala v neregularnih razmerah, zmagal pa je Slovenec Rok Urbanc. Na svetovnem prvenstvu v Saporu je z norveško ekipo osvojil srebrno medaljo na veliki skakalnici, posamično pa je osvojil 12. mesto. Sezono 2007/08 je začel zelo dobro, osvojil je tri 3. mesta, zablestel pa je na tekmah v italijanskem Val di Fiemmeju, ko je osvojil zmagi na obeh preizkušnjah. Sezono je končal na četrtem mestu , za avstrijcema Thomasom Morgensternom, ki je osvojil veliki kristalni globus in Gregorjem Schlierenzauerjem, ki je bil drugi in za tretjeuvrščenim fincem Jannejem Ahonenom.

### Zmage
Tom Hilde ima 2 zmagi za svetovni pokal:
| Sezona  | Država/Prizorišče |
| ------- | ----------------- |
| 2007/08 | Val di Fiemme     |
| 2007/08 | Val di Fiemme     |